# Plougastel-Daoulas
Plougastel-Daoulas település Franciaországban, Finistère megyében. Lakosainak száma 13 431 fő (2022. január 1.). Plougastel-Daoulas Logonna-Daoulas és Loperhet községekkel határos.

## Népesség
A település népességének változása:
| Lakosok száma | 7075 | 9581 | 11 139 | 12 880 | 13 101 | 13 436 | 13 337 | 13 161 | 13 277 | 13 431 |
|               | 1968 | 1982 | 1990   | 2006   | 2013   | 2015   | 2017   | 2019   | 2020   | 2022   |